# Monestir dels Set Altars
El monestir dels Set Altars (en Búlgar, Седемте престола, Sedemte prestola), oficialment, el monestir de la Santíssima Mare de Déu (en búlgar, Манастир „Света Богородица“, Manastir „Sveta Bogoroditsa“) o el monestir d'Osenovlashki és un monestir de l'Església Ortodoxa Búlgara, de l'eparquia de Sofia que està situat a l'oest de la Serralada dels Balcans, a la frontera entre la província de Sofia i la Província de Vratsa. Està localitzada a la vall del riu Gabrovnitsa, a la ruta entre Eliseyna i Osenovlag, al mig de les gorges de l'Iskar, al peu del pic Izdremets (1492 m.), a uns 80 km de Sofia. És considerada dins la llista dels 100 llocs turístics de Bulgària.
Per accedir-hi en transport públic, cal agafar un tren de la ruta entre Sofia i Mezdra i parar a l'estació d'Eliseyna, a 10 km del monestir.
El monestir i els seus voltants foren declarats monument natural per l'Orde nº 3384 de 8 de desembre de 1966 i el monestir fou declarat monument artístic l'any 1971.

## Història i llegendes
Segons una llegenda popular, el tsar búlgar Pere Deliyan (també conegut com a Pere II), de regnat efímer, morí al monestir, el qual hauria exercit provisionalment de capital del país. La mateixa tradició sosté que el germà del monarca esdevingué el primer abat del cenobi. Aquest rei, el 1040 va dirigir una revolta contra l'Imperi Romà d'Orient.
El monestir és àmpliament conegut pel seu nom no oficial, "Els Set Altars", en referència a l’estructura única de la seva església principal. La llegenda explica que set boiars fundaren set poblacions als voltants del recinte: Osenovlag, Ogoya, Ogradishte, Bukovets, Leskovdol, Zhelen i Lakatnik. L’edifici religiós compta amb set capelles o altars, configuració considerada única al país segons diversos estudiosos. Hi ha constància documental de l’existència del monestir ja al segle XVI.
A la part nord del monestir es conserven les ruïnes d'una fortalesa que la població local anomena "la Fortalesa Llatina". Fragments dels seus murs de pedra són visibles des del camí escarpat que s’inicia al mateix monestir. La porta d'accés al cenobi fou extreta d'aquestes antigues estructures defensives.
Una altra tradició oral relata que, durant el període otomà, el monestir fou incendiat i destruït. Llavors, Valchan convocà diversos caps militars —anomenats voïvodes— amb l’objectiu de reconstruir-lo. Els set voïvodes foren: Valchan Voivoda, el Pare Martin, Spiros Dimitar, Malenko el Serbi, Emin Bei, Ali Bei i Petar. En homenatge a ells, l’església principal fou edificada amb set altars. S’atribueix a Valchan la intenció d’amagar així l’entrada a la fortalesa, sota la qual —segons la llegenda— s’amagava un tresor romà.

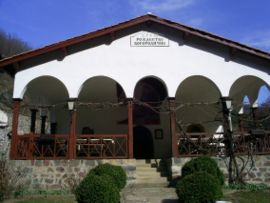

El sant Sofroni de Vratsa, bisbe de l’eparquia de Vratsa, visqué i exercí funcions litúrgiques al monestir, que formava part de la seva jurisdicció eclesiàstica en aquell moment.
L'evidència històrica més antiga sobre el monestri d'Osenovlashki recula a una oració datada del 1511 i d'un document oficial del 1554. En el segle XVIII fou destruït per ordes del sultà otomà Mahmud, igual que molts altres monestirs i esglésies búlgars. Degut que el sultà Abdul Medzhit va signar un decret després de la Guerra russo-turca que permetia que els búlgars reconstruissin els seus temples catòlics, el monestir fou reconstruit per part dels germans Todor i Marko de Teteben, amb l'ajuda del mestre Stoyan de Troyan..

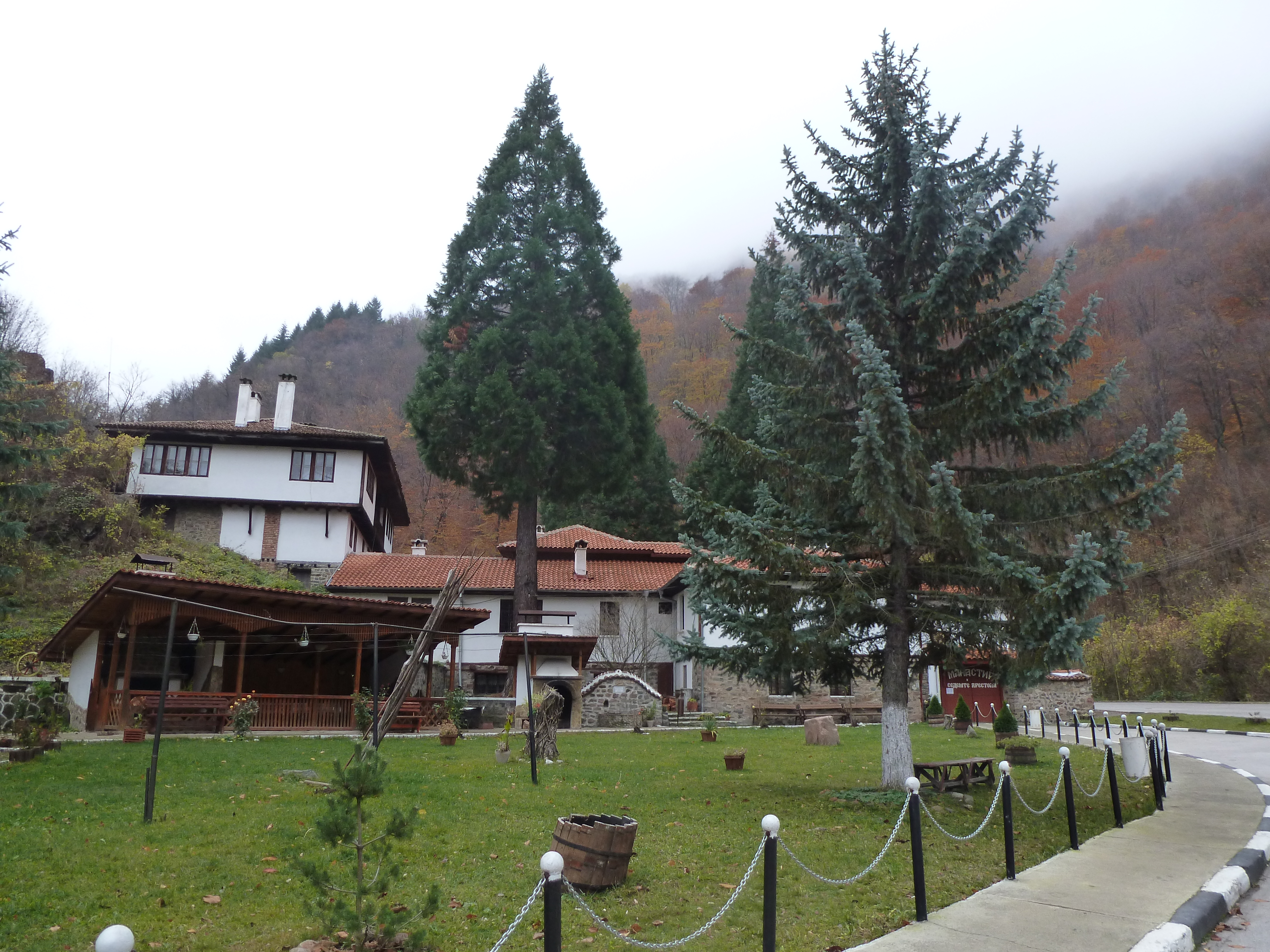

A començaments del segle XIX, el Monestir dels Set Altars fou abandonat, tots els seus edificis foren arrasats i el seu territori passà a mans d’una família musulmana procedent de la ciutat de Roman. Una nova restauració del recinte monàstic s’inicià l’any 1824 gràcies a la col·laboració de Dimitraki Hazhitoshev, de Vratsa, i del bisbe metropolità Dositeia. Ambdós van redimir les terres de l’antic monestir. El monjo Paisi, originari de Lovetx i allotjat en aquell indret, construí un edifici residencial. L’any 1848, el monjo Hristòfor fundà una escola monacal, exercint ell mateix com a un dels mestres.
Durant l'època de l'alliberament nacional búlgar, el monestir va amagar diversos revolucionaris. Alguns dels que s'hi van protegir són Sofronii Vrachanski i Vasil Levski.

## Arquitectura i art

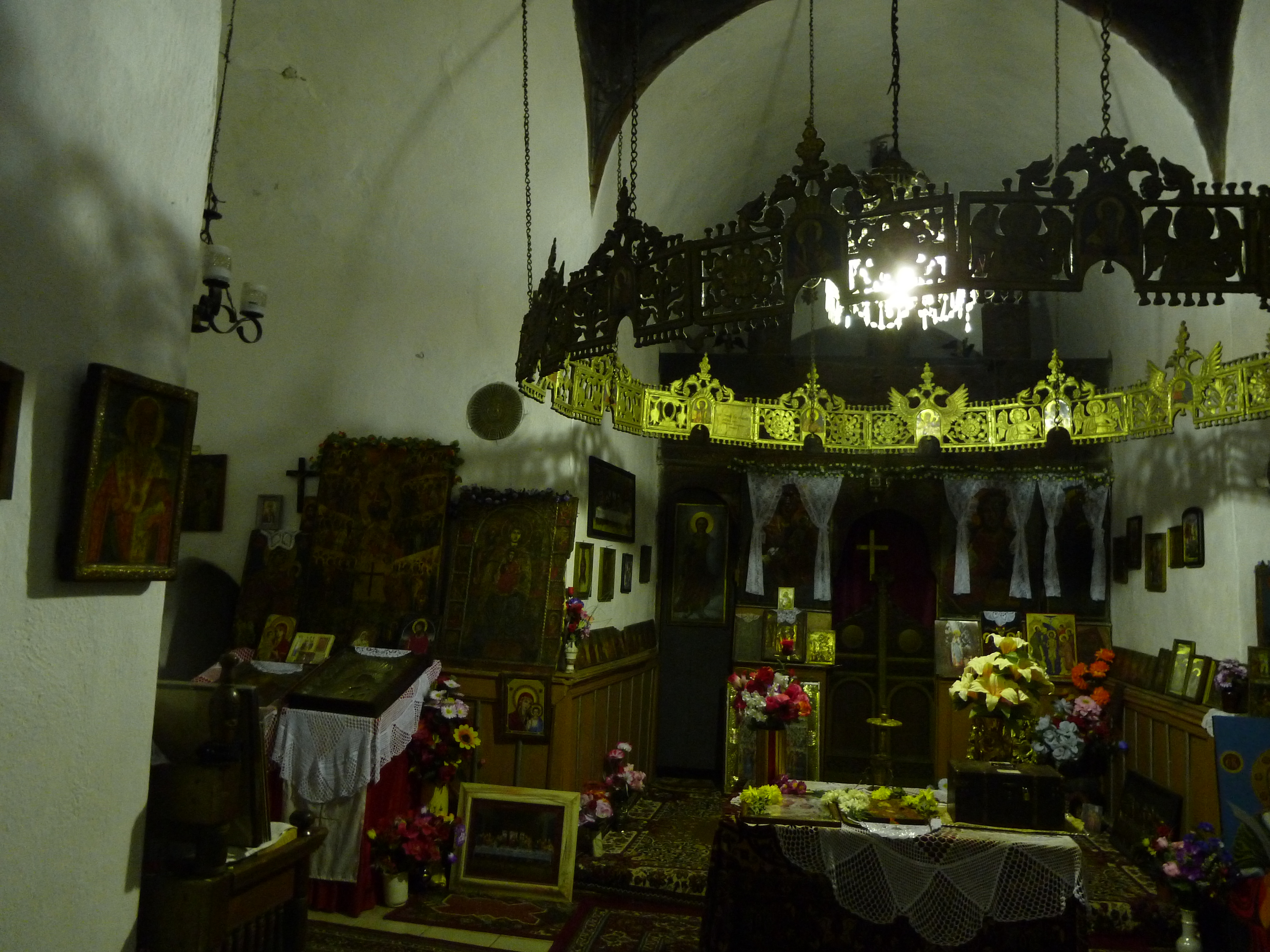

A l'actualitat el monestir és funcional i rep els visitants. El monestir està construit amb pedres i l'església està al mig del pati. El conjunt arquitectònic inclou també una torre campanar i dos edificis residencials, principalment destinats a l’allotjament de visitants. El pati interior presenta un jardí estructurat, amb presència de diverses espècies florals, arbustos en flor i exemplars arboris de dimensions notables. Entre aquests darrers, es documenta l’existència d’una sequoia d’una antiguitat aproximada d’un segle.
El campanar està format per dues campanes, datades respectivament dels anys 1799 i 1940, equipades amb batalls de fusta i d’acer. El batall metàl·lic fou fabricat amb material provinent d’una antiga fortalesa romana situada a poca distància del monestir. El recinte monàstic disposa també d’una biblioteca pròpia que conserva diversos volums antics de litúrgia ortodoxa, entre els quals destaca un exemplar que fou un obsequi de l’emperadriu russa Caterina la Gran.

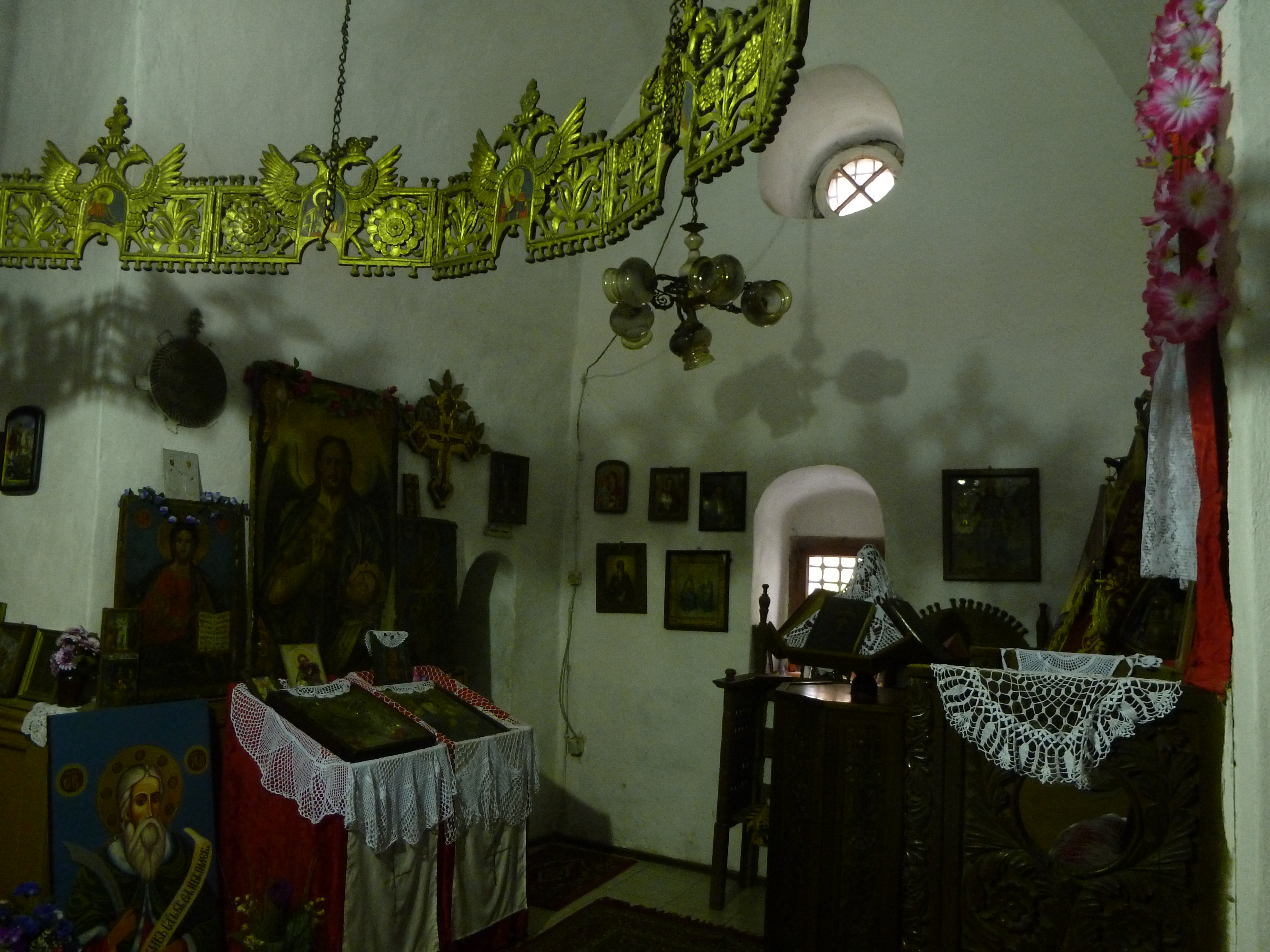

L’església del monestir té els seus orígens entre els segles XI i XII. Tanmateix, a causa de les nombroses reformes que ha experimentat al llarg dels segles, l’edifici ha perdut bona part de la seva configuració arquitectònica original. L’any 1770, l’artesà Toyan, originari de la ciutat de Troyan, dugué a terme la restauració integral de l’església. En aquell moment, la seva estructura principal adquirí l’aspecte arquitectònic que encara conserva, propi del període inicial del Renaixement Nacional búlgar. Posteriorment, l’edifici patí un incendi que en provocà la destrucció parcial, però fou reconstruït l’any 1815. El nàrtex obert annex a l’església fou afegit l’any 1868.

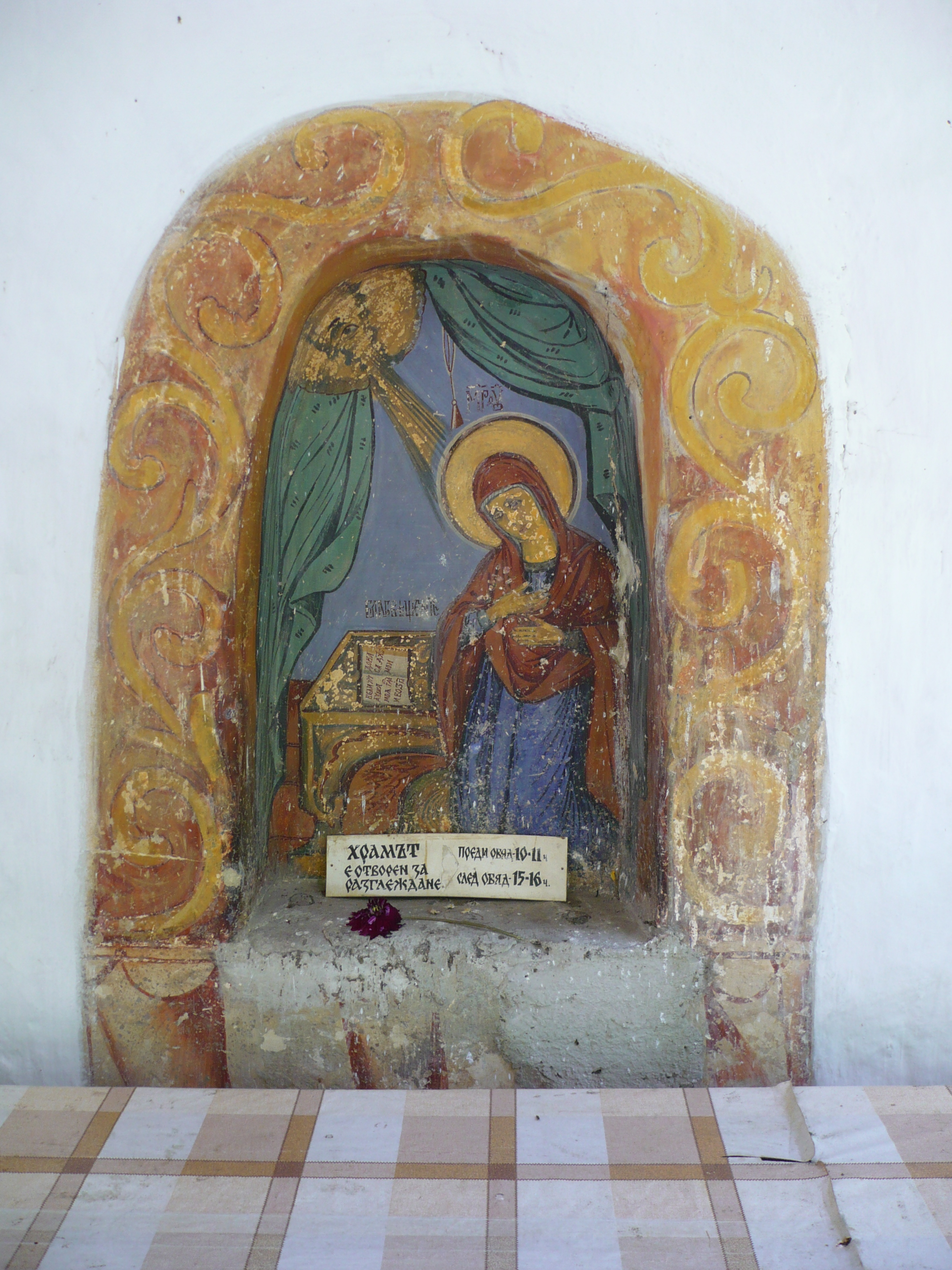

Un dels elements arquitectònics més singulars de l’església és la seva configuració amb set altars independents, un disseny sense paral·lel conegut entre les esglésies búlgares. Els quatre altars principals estan disposats formant una creu i se separen de la nau central mitjançant parets interiors. Dos altres altars se situen a prop de l’accés principal i es troben encara més aïllats. El setè altar s’ubica just al costat oposat a l’entrada del temple. Cada altar conforma una capella individual, amb decoració mural pròpia i iconòstasi, i està consagrat a un sant o sants de tradició búlgara.

### Pintures
Totes les pintures murals de l’església tenen una antiguitat superior als cent anys. Els iconòstasis situats tant a la nau central com a les fornícules exteriors presenten una talla de fusta simplificada i sense polit, i daten del segle XVIII. Les icones corresponen, majoritàriament, als segles XVII i XIX, de les quals en destaca la que representa el “Dia del Judici”. A part dels altars, l’interior conserva una lluminària penjant de grans dimensions, esculpida i pintada en fusta, coneguda amb el nom de l’Horo, datada de l’any 1815. Aquesta peça consta de quinze segments amb escenes religioses policromades esculpides en relleu.

## Accessos
L’accés per carretera al Monestir dels Set Altars pot realitzar-se des del nucli d’Eliseyna, situat a la gorja de l’Iskar. Aquesta localitat es troba a 42 quilòmetres de Sofia —seguint la carretera de circumval·lació de la capital, passant per Novi Iskar— i a 46 quilòmetres de Mezdra. A Eliseyna també hi arriben trens des de Sofia. El monestir és a uns 10–12 quilòmetres de distància d’aquesta població, i hi ha un autobús que hi dóna servei cada vespre, en correspondència amb l’arribada del tren. L’itinerari fins al monestir travessa el centre d’Eliseyna i creua la línia ferroviària.
La carretera d’accés és estreta però pavimentada amb asfalt. Al jardí posterior de l’església es troba la tomba de l’escriptor búlgar de literatura infantil Zmey Goryanin (1905–1958), autor de mig centenar d’obres i fullets.